# Taxillus limprichtii
Taxillus limprichtii là một loài thực vật có hoa trong họ Loranthaceae. Loài này được (Grüning) H.S. Kiu miêu tả khoa học đầu tiên năm 1983.